# Raúl Filippi
José Raúl Filippi (Buenos Aires, Argentina; 6 de diciembre de 1943 - Ibídem; 17 de agosto de 2016) fue un poeta y actor de reparto de cine, teatro y televisión argentino.

## Carrera
Surgió de un concurso organizado por el Teatro Municipal General San Martín en 1976 para actuar en la obra Dulce, dulce vida, una versión musical de Así es la vida.
Con una carrera de más de cuarenta años en el escenario, y la pantalla chica y grande argentina, Filippi pudo plasmar sus destacadas interpretaciones de diferentes caracteres.
Trabajó en la pantalla televisiva en decenas de ciclos de comedia y drama, telecomedias, tiras y ficciones. Su decir fue perfecto, de aquellos actores que no necesitaban micrófono para hacerse oír en una sala de más de 500 localidades, por ejemplo. Solía ser convocado para hacer papeles de galán recio, aunque fue dúctil para todo tipo de roles tanto en comedias blancas como en dramas costumbristas.
En cine participó en la película de 1984, El hombre de la deuda externa, de Pablo Olivo, con Héctor Alterio, Luisina Brando, Perla Santalla y Raúl Rossi.
Fue, a su vez, dirigente de la Asociación Argentina de Actores, desempeñándose en la Secretaría Administrativa y en la Secretaría Mutual.
Trabajó también como poeta. Sus versos y poemas eran publicados asiduamente en distintas páginas de difusión. 
El actor Raúl Filippi falleció a los 73 años el 17 de agosto de 2016 luego de una larga enfermedad. Sus restos descansan en el Panteón de Actores del Cementerio de la Chacarita.

## Filmografía
- 1984: El hombre de la deuda externa.

## Televisión
- 1976: "El retrato de Dorian Grey"  Episodio del ciclo "Alta Comedia"
- 1979: Andrea Celeste
- 1980: LLena de amor.
- 1981/1982: Las 24 horas.
- 1981: El ciclo de Guillermo Bredeston y Nora Cárpena.
- 1981: Teatro del humor.
- 1981: Veladas de gala.
- 1981: Un latido distinto.
- 1982: Casi una pareja.
- 1982: Como en el teatro.
- 1982/1983: La comedia del domingo.
- 1984: Los exclusivos del 11.
- 1984/1985: Tal como somos.
- 1985/1986: Libertad condicionada.
- 1988: Vendedoras de Lafayette
- 1990: Su comedia favorita.
- 1990: Amándote II.
- 1990/1991: Detective de señoras.
- 1992: Soy Gina.
- 1993: Alta comedia.
- 1993: Grande pá!.
- 1995: Dulce Ana.
- 1996: Los ángeles no lloran.
- 1997/1998: Ricos y famosos.
- 2000: Los buscas de siempre.[4]
- 2006: Se dice amor.

## Teatro
- Dulce, dulce vida (1976), dirigida por Wilfredo Ferrán.
- Tal como somos (2005), dirigida por Alberto Migré.
- Fiesta de casamiento, dirigida por Pablo Sodor, con Beatriz Taibo, Marcela López Rey y Nancy Anka.
- Cartas de amor a la patria, dirigida por Rubén Stella, con Aldo Pastur y Pinti Saba
- Hotel Berlín 1933, dirigido por Pablo Sodor.[5]